# 1461 Trabzon FK
1461 Trabzon FK (niet te verwarren met 1461 Trabzon), voorheen bekend onder de naam Hekimoğlu Trabzon FK, is een voetbalclub uit de provincie Trabzon, Turkije. De clubkleuren zijn rood, marineblauw en wit. De thuisbasis is het Ortahisar Yavuz Selim stadion.

Trabzon ligt in de Zwarte Zeeregio.

## Geschiedenis
1461 Trabzon FK werd in 1986 opgericht als Düzyurtspor. De clubkleuren waren groen en oranje. Het kende als gevolg van sponsorcontracten meerdere namen; Birlik Nakliyat Düzyurtspor en Baysal İnşaat Düzyurtspor. Na het seizoen 2017-18 werden de aandelen overgekocht door de onderneming Hekimoğlu Döküm Sanayi ve Ticaret Anonim Şirketi. De clubkleuren werden gewijzigd in  rood, marineblauw en wit. De clubnaam werd Hekimoğlu Trabzon FK. Vanaf december 2021 heet de club 1461 Trabzon FK.

## Gespeelde divisies
- TFF 2. Lig: 2014–15, 2019–
- TFF 3. Lig: 2013–14, 2015–19
- Bölgesel Amatör Lig: 2011–13
- Turkse amateurdivisies: 1986–2011